# ارمک گوشتی
ارمک گوشتی، ارمک نقره‌ای (نام علمی: Ephedra sarcocarpa) نام یک گونه از سرده ارمک است..